# 暗電流
暗電流是物理及電子工程的名詞，是指當沒有光子通過光感測器（例如光电倍增管、光电二极管及感光耦合元件）時，元件上仍然會產生的微小電流。在非光學元件中稱為逆向偏壓時的漏電流，在所有二極體中都存在。暗電流是因為元件中耗尽层中電子及電洞的隨機產生所造成。
電荷產生的速率和耗尽层特定的晶体缺陷有關。暗電流光谱学可以用來檢測是否有缺陷存在，方式是監控暗電流柱狀圖峰值隨時間的變化。
暗電流是像感光耦合元件等图像传感器的主要雜訊來源之一。不同的暗電流模型會形成固定模式噪聲，利用暗幀減法可以估測平均的固定模式並且移除，不過仍然會有暫時性的噪聲，因為暗電流本身是散粒噪声。